# Kom maar op
Kom maar op is een single van de Nederlandse zanger Jeroen van der Boom uit 2012. 

## Achtergrond
Kom maar op is geschreven door Marcus van Wattum en Pieter van Schooten en geproduceerd door Arno Krabman. Het is een nederpoplied waarin de liedverteller zingt over een wilde (seksuele) wisselwerking tussen hem en een ander. Het lied kwam na een periode waarin de zanger veel rustige nummers had uitgebracht, veel afkomstig van het album Grote liefde. Volgens de artiest zelf bracht hij met Kom maar op de energie die hij ervaarde in de muziekstudio en de passie voor muziek terug in zijn nummer. De instrumenten op het lied worden gespeeld door studenten van de Rockacademie.

## Hitnoteringen
Met het lied had de zanger redelijk succes in Nederland. In de Single Top 100 piekte het op de vijfde plaats en was het elf weken te vinden. Het stond zes weken in de Top 40 waarin het kwam tot de negentiende positie.